# みどり湖駅

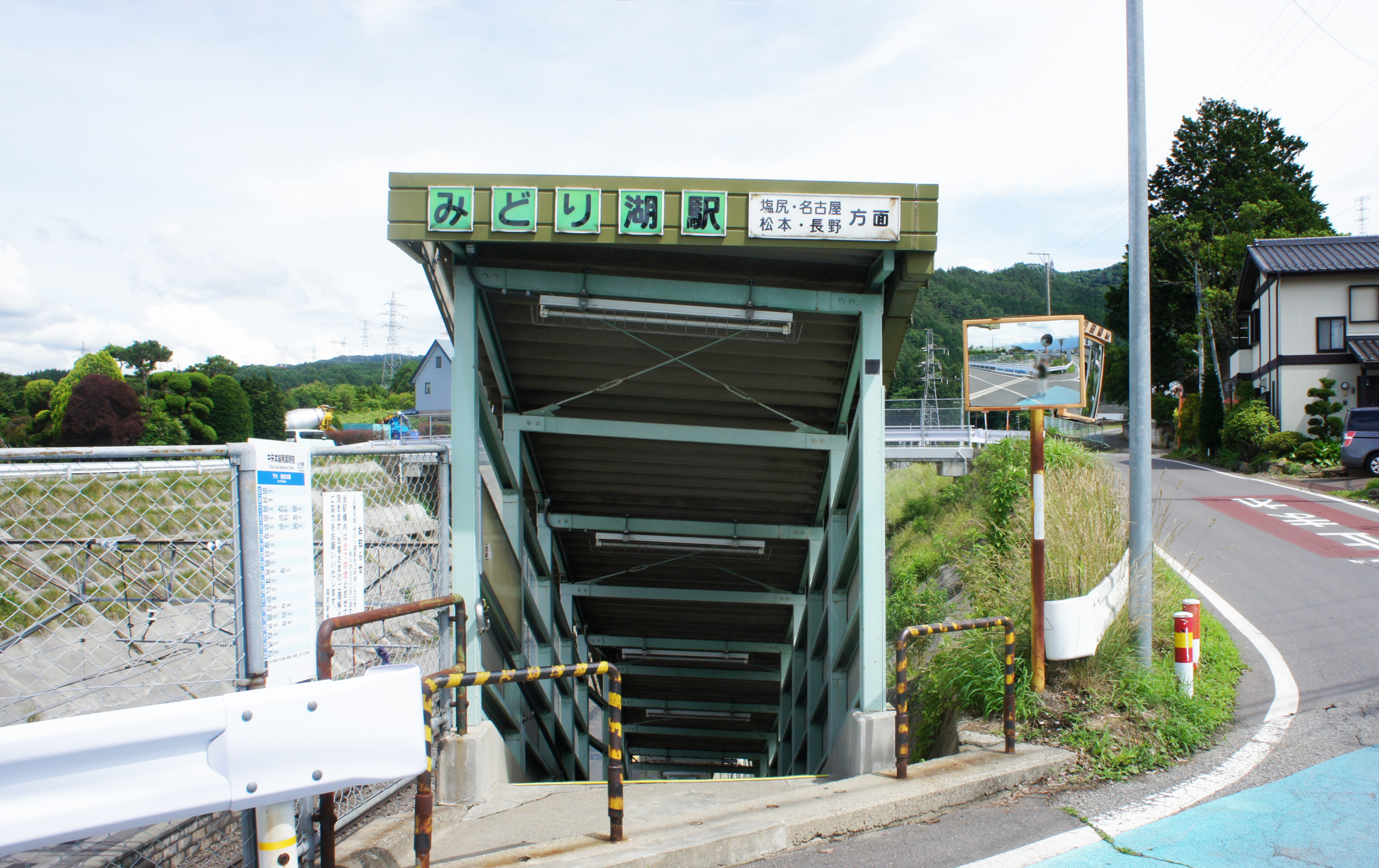
下り線出入口（2021年7月）

みどり湖駅（みどりこえき）は、長野県塩尻市大字上西条道畑にある、東日本旅客鉄道（JR東日本）中央本線の駅である 。

## 概要

みどり湖駅付近の路線図

塩嶺トンネル開通による中央本線・岡谷駅 - 塩尻駅間の短絡ルート開業に伴い設置された 。これにより、中央本線は、辰野駅経由から、当駅経由主体の運転体系に変更され、諏訪地方と松本地方を結ぶ距離と所要時間を大幅に短縮した。塩尻方は一部高架線になっている。
2023年（令和5年）現在、当駅を通らず辰野経由で岡谷駅 - 塩尻駅間を結ぶ定期列車は、朝に岡谷発松本行きの普通列車、夜に塩尻発岡谷行きの普通列車が各1本運転されている。
普通列車（各駅停車）、「みすず」（隣の岡谷駅で方向転換し、JR東海飯田線へ直通する）を含む快速が停車する。中央本線の特急列車「あずさ」の定期列車はすべて当駅を経由し、通過する。
開業以来無人駅であるが、毎年8月15日の諏訪湖祭湖上花火大会、および9月第一土曜日の全国新作花火競技大会開催時のみ社員による臨時出札がある。

## 歴史
- 1983年（昭和58年）7月5日：：日本国有鉄道の駅として開業[1] 。旅客営業のみの駅員無配置駅[2]。
  - 塩嶺トンネル開通により、従来、辰野を経由していた本線を当駅経由に変更。それに伴い、中央本線の特急列車を始め、普通列車の大半が当駅を経由することになる。なお、それまで辰野経由の旧線上に存在した東塩尻信号場（同年10月に廃止）が仮乗降場として旅客扱いを行っており、この駅はその代替の意味も持っていた[1] 。
- 1987年（昭和62年）4月1日：国鉄分割民営化により、東日本旅客鉄道（JR東日本）の駅となる[3]。
- 2014年（平成26年）4月1日：東京近郊区間に編入される[4]。
- 2017年（平成29年）4月1日：ICカード「Suica」の利用が可能となる[5]。
- 2019年（令和元年）9月11日：自動券売機の使用を停止。
- 2025年（令和7年）2月：駅番号にCO 60を設定[6]。

## 駅構造
相対式ホーム2面2線を有する地上駅である 。ホームは嵩上げされていない。線路は掘割部分に南東から北西に走る。ホームはそれぞれ階段で直接公道に接続しており、各ホームを往来する場合には線路を跨ぐ公道の橋を利用する。岡谷方から塩尻方を見て左側のホームに下り（塩尻方面）の列車が発着し、同じく右側のホームに上り（岡谷方面）の列車が発着する。下りホームにはこの駅が設置されたことを記念する石碑がある。
塩尻駅管理の無人駅で、駅舎はない。各ホームには待合室と、乗車駅証明書発行機、簡易Suica改札機が設置されている。以前は自動券売機（オレンジカード、Suica使用不可、近郊用の普通乗車券専用）が設置されていたが、2019年（令和元年）9月11日をもって撤去された。なお、バリアフリー設備（エレベーター、エスカレーターなど）は設置されていない。
トイレは上りホーム入口、塩尻東保育園付近の公衆トイレが利用できる。

### のりば
| ホーム | 路線     | 方向 | 行先                         |
| ------ | -------- | ---- | ---------------------------- |
| 北側   | 中央本線 | 上り | 岡谷・上諏訪・甲府・新宿方面 |
| 南側   | 中央本線 | 下り | 塩尻・松本・長野方面         |

※案内上の番線番号は設定されていない。

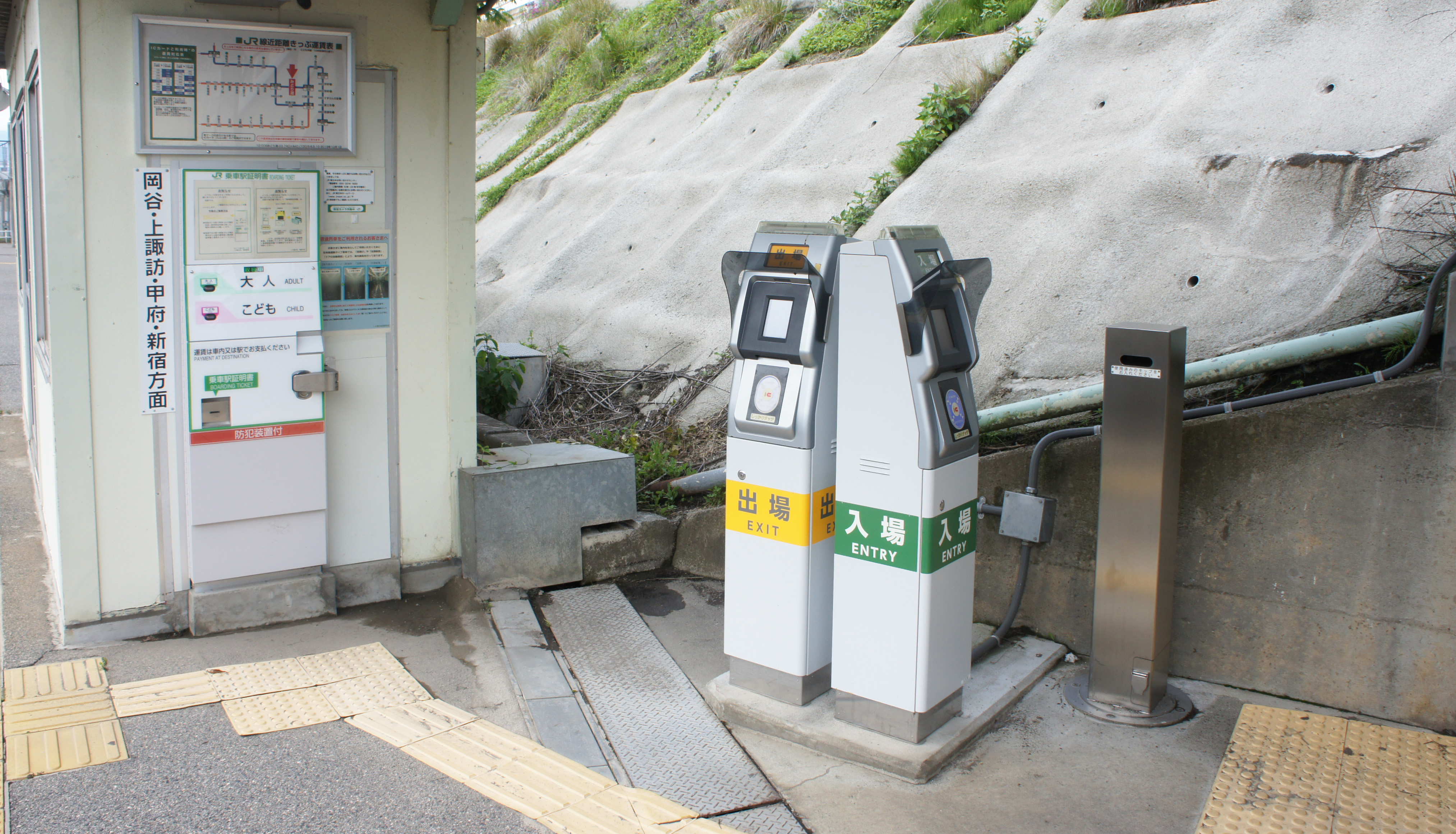
上り線改札口（2021年7月）
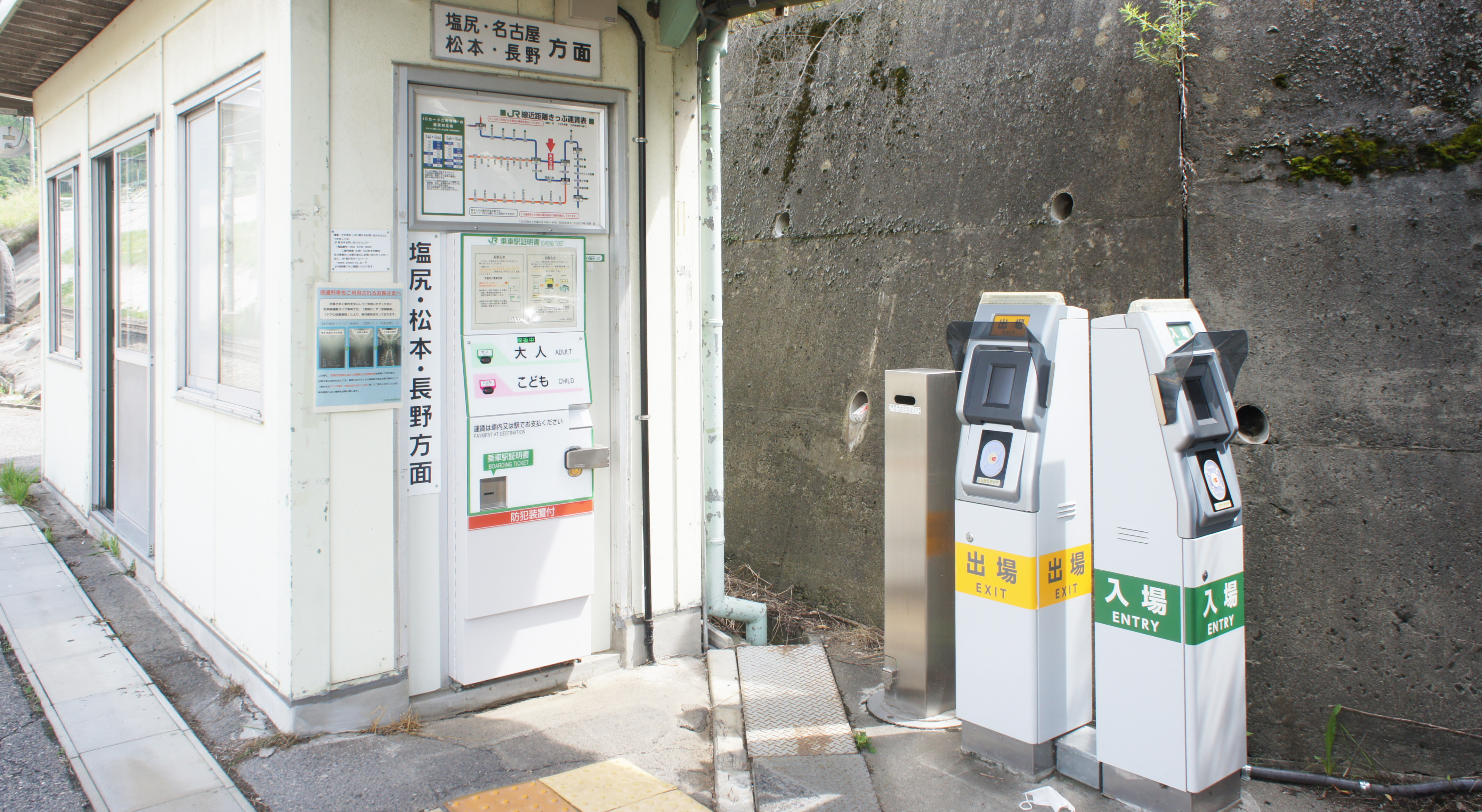
下り線改札口（2021年7月）
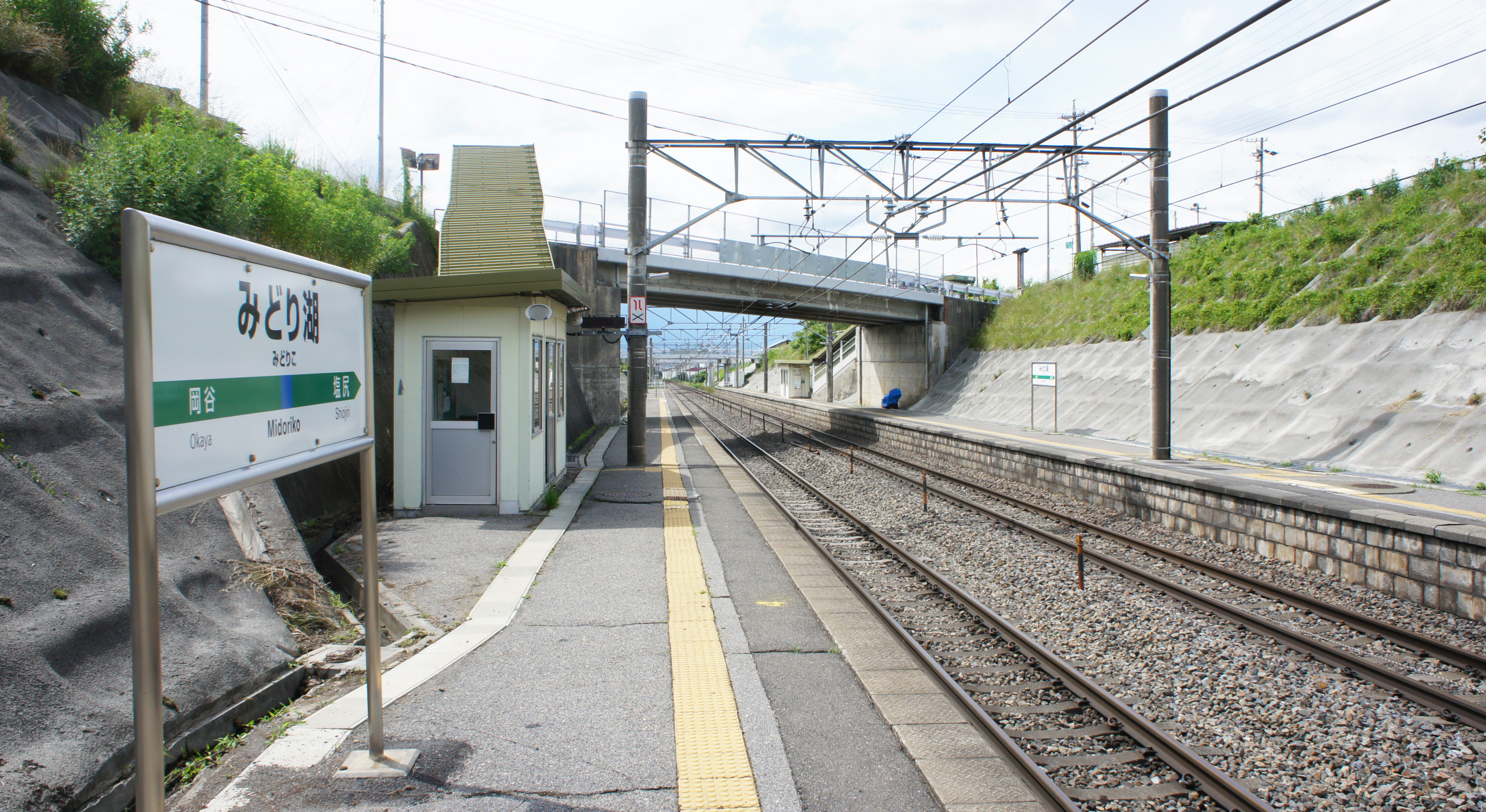
ホーム（2021年7月）

## 利用状況
「統計しおじり」および「長野県統計書」によると、2000年度（平成12年度）- 2011年度（平成23年度）の1日平均乗車人員の推移は以下のとおりであった。
| 乗車人員推移       | 乗車人員推移     | 乗車人員推移 |
| 年度               | 1日平均 乗車人員 | 出典         |
| ------------------ | ---------------- | ------------ |
| 2000年（平成12年） | 214              | [ 8 ]        |
| 2001年（平成13年） | 225              | [ 8 ]        |
| 2002年（平成14年） | 238              | [ 8 ]        |
| 2003年（平成15年） | 245              | [ 8 ]        |
| 2004年（平成16年） | 240              | [ 8 ]        |
| 2005年（平成17年） | 242              | [ 8 ]        |
| 2006年（平成18年） | 271              | [ 8 ]        |
| 2007年（平成19年） | 299              | [ 8 ]        |
| 2008年（平成20年） | 311              | [ 8 ]        |
| 2009年（平成21年） | 307              | [ 8 ]        |
| 2010年（平成22年） | 312              | [ 9 ]        |
| 2011年（平成23年） | 314              | [ 10 ]       |

## 駅周辺

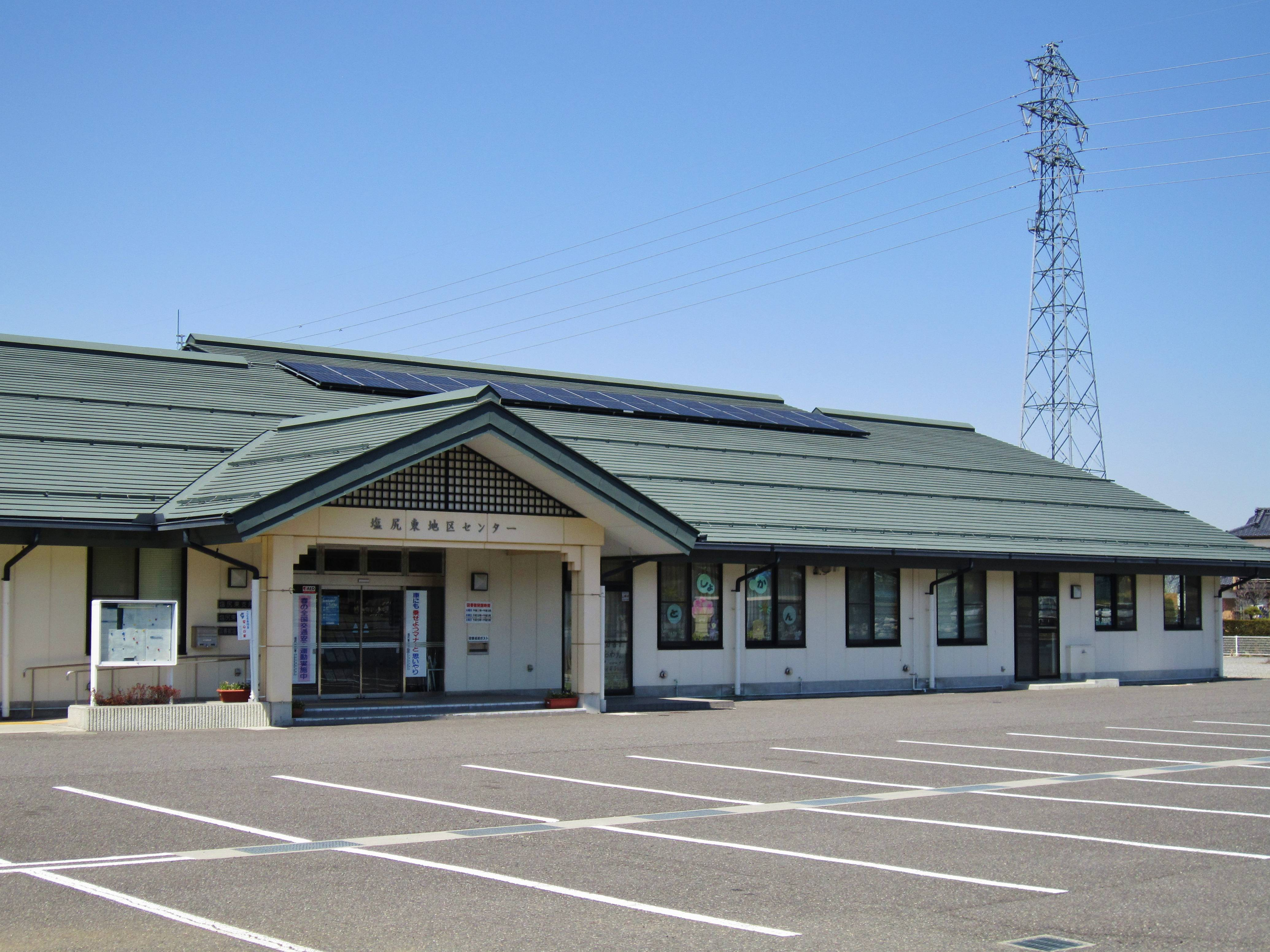
塩尻東地区センター
（塩尻東支所、塩尻東公民館、市立図書館塩尻東分館）

周辺には住宅地が広がり、長野県住宅供給公社による住宅団地の分譲が行われている。近辺には店などはほとんど見当たらない。ふれあいセンター東部と塩尻東保育園を兼ね備えた総合福祉施設がある。
眼下には塩尻市街、高ボッチ高原、松本盆地を見渡すことができ、遠くは穂高岳などの北アルプスの山並みまで望むことができる。北側を流れる田川流域では、毎年6月から7月にかけてゲンジボタルが観察される。
駅名になっているみどり湖は、駅から東へ約20分直線距離で約1 kmの距離、長野自動車道みどり湖パーキングエリア近辺に位置する人工湖である。近辺の田川浦鉱泉を含め、一帯をみどり湖温泉郷と呼び、桜、水芭蕉が美しい。近年、周辺の整備がすすみ、周辺の景観も整えられている。当駅近くに塩尻市地域振興バスの「塩尻東保育園」バス停があり、こちらでみどり湖へ行けるほか塩尻駅からも利用できる。また旧線区間の小野駅（辰野町）にも行くことができる。なお、みどり湖花公園までの定期バス路線はない。
当駅の岡谷方はすぐ塩嶺トンネルで、当駅ホーム端に立てば、その口が開く様子をよく眺めることができる。
- 塩尻宿
- 塩尻東地区センター
  - 塩尻市役所塩尻東支所、塩尻東公民館、塩尻市立図書館塩尻東分館
- 塩尻市立 塩尻東保育園
- 国道153号
- 長野自動車道 塩尻インターチェンジ
- 塩嶺トンネル
- 国道20号塩尻バイパス（1 km程度）
- 田川
- みどり湖パーキングエリア、みどり湖バスストップ（長野自動車道） - 東へ約2 km
- 塩尻市立塩尻東小学校・塩尻市立塩尻中学校
- 小坂田公園
  - 道の駅小坂田公園（国道20号沿いの道の駅）
- セイコーエプソン塩尻事業所
- 塩尻市地域振興バス「塩尻東保育園前」停留所

## 隣の駅
東日本旅客鉄道（JR東日本）
 中央本線
□快速・■普通（いずれも「みすず」含む）
岡谷駅 (CO 59) - みどり湖駅 (CO 60) - 塩尻駅 (CO 61)